# Avoyel
Avoyel (Avoyelles; sami sebe nazivajo Avogel, the Flint people). Pleme družine Natchesan, nekoč naseljeno v bližini današnjega Marksvilla v Louisiani. Ime Avoyel pomeni "ljudje skal", verjetno jim je bilo dano zato, ker so obalna plemena oskrbovali s kremenom. To potrjuje tudi ime Mobile Indijancev Tassenocogoula, ki pomeni 'ljudje kremena'. Indijanci Taensa so jih imenovali "Mali Taensa", saj so jim bili najbolj sorodni. Bili so ustaljeno pleme lovcev in nabiralcev, po kulturi sorodni veliko večjim Natchezom.

## Jezik
Avoyelski jezik je morda soroden jeziku natchesanskemu jeziku.

Nekateri zgodovinarji jo opisujejo kot skupino Caddoan, in drugi kot Natchesan skupina Mary Haasove Gulf hipoteze skupaj z Natchez in Taensa plemenoma; njihova resnična jezikovna in etnična pripadnost je nekoliko negotova, ker se ni ohranila nobena pisna ali govorjena različica njihovega jezika.

## Zgodovina
Avoyele prvič omenja Iberville leta 1699 pod imenom Tassenocogoula, leta 1700 pa jih obišče in jih takrat že imenuje "Male Taensa". Njihova dežela je rodovitna in privlačna, primerna za gojenje koruze in zelenjave, prepletena s številnimi majhnimi jezeri. Z prihodom belcev so Avoyeli postali lastniki konj, ki so jih začeli vzgajati, kasneje pa tudi goveda. Kot zavezniki Francozov, pravi Du Pratz, so Avoyeli začeli prodajati svojo vzrejeno živino (krave in bike) ter konje francoskim naseljencem v Louisiani. V 18. stoletju je prišlo do gibanja plemen v Mehiškem zalivu. V njihovo deželo so prišli Biloxi Indijanci, pleme iz skupine Siouan in drugi, ter si tam ustvarili nov dom. Leta 1764 so skupaj z Ofo, Tunica in Choctaw Indijanci sodelovali v napadu na angleški regiment na Mississippiju. Do konca 18. stoletja so se že pomešali z novo priseljenimi in njihov jezik je izginil. Leta 1805 (po Sibleyju, čigar poročila so nezanesljiva) sta ostali le dve ali tri ženske. Leta 1932 je umrl zadnji posameznik, ki je imel v sebi znano avoyelsko kri.
Danes, v začetku 21. stoletja, pleme šteje več kot 230 pripadnikov in se imenuje Avogel ali "The Flint People".